# Immer die verflixten Weiber
Immer die verflixten Weiber ist eine Schweizer Filmkomödie von Toni Stubhan aus dem Jahr
1970. In den Hauptrollen agieren Beppo Brem, Mady Rahl, Alfred Rasser, Heinrich Gretler, Michael Maien und Gretl Schörg.

## Handlung
Die Frauen einer Schweizer Gemeinde möchten endlich die Gleichberechtigung erlangen. An die Spitze des Aufruhrs stellt sich die Hebamme Spyri, die vom Gemeindepräsidenten Stirnimann partout nicht geheiratet werden will. Es gelingt den Frauen, das Gemeindeoberhaupt zu entführen und an seiner Stelle seine ehemalige Geliebte einzusetzen.
Die Politik in Frauenhand erschreckt die Ehemänner. Stirnimann heckt mit Hilfe einer Barbesitzerin einen Plan aus, wie die Frauen wieder zur Vernunft gebracht werden könnten. Zum Schein amüsieren sich die Männer mit den Bardamen, was die Ehefrauen eifersüchtig macht. Es kommt zur Versöhnung aller Beteiligten und nachfolgend zur Normalisierung der Situation. 

## Produktion

### Dreharbeiten
Produziert wurde der Film von der Stamm Film AG. Die Dreharbeiten fanden in Küssnacht statt. Mit demselben technischen Stab und teilweise denselben Schauspielern wurde parallel der Film Keine Angst Liebling, ich pass schon auf! gedreht.

### Hintergrund
Bereits zehn Jahre zuvor wurde das Grundthema im Dialektfilm Wenn d’Fraue wähle behandelt. Die ursprüngliche Idee hatte Alfred Rasser entwickelt. Obwohl es eine Schweizer Produktion war, unterschied sich der Film nicht wesentlich vom damals üblichen bundesdeutschen oder österreichischen Unterhaltungsfilm, da die meisten Mitwirkenden vor und hinter der Kamera auch aus diesen Ländern stammten.

### Veröffentlichung
Die Erstaufführung des Films erfolgte am 26. Dezember 1970 im Basler Kino Capitol. Den Weg in die bundesdeutschen Lichtspieltheater fand die Filmkomödie am 2. April 1971.

## Kritik
„Läppischer Schwank mit Musikeinlagen und ordinären Dialogen.“

Cinema konnte dem Films nichts abgewinnen und drückte das mit drastischen Worten aus: „Bei dieser Heimatgurke aus Schweizer Zucht läuft jeder grün an.“